# فخر الدين أريانتو
فخر الدين أريانتو (بالإندونيسية: Fachrudin Aryanto)‏ مواليد 12 فبراير 1989 في كلاتن، إندونيسيا، هو لاعب كرة قدم إندونيسي يلعب مع نادي سريويجايا كمدافع. مثّل منتخب إندونيسيا لكرة القدم. بدأ فخر الدين أريانتو مسيرته الرياضية عام 2007.

## المسيرة الاحترافية

### أندية لعب لها
- نادي سريويجايا